# Vauxbons
Vauxbons ist eine französische Gemeinde mit 53 Einwohnern (Stand 1. Januar 2022) im Département Haute-Marne in der Region Grand Est. Sie gehört zum Kanton Villegusien-le-Lac und zum Arrondissement Langres. 

## Geografie
Die Gemeinde Vauxbons liegt auf dem Plateau von Langres, 13 Kilometer westlich der Stadt Langres. Im Südwesten reicht das Gemeindegebiet bis an den Fluss Aujon. Vauxbons ist umgeben von folgenden Nachbargemeinden:
| Ternat               |                                             | Ormancey |
| Saint-Loup-sur-Aujon | Kompassrose, die auf Nachbargemeinden zeigt |          |
|                      | Rochetaillée                                | Voisines |

## Bevölkerungsentwicklung
| Jahr                       | 1962 | 1968 | 1975 | 1982 | 1990 | 1999 | 2008 | 2019 |
| -------------------------- | ---- | ---- | ---- | ---- | ---- | ---- | ---- | ---- |
| Einwohner                  | 72   | 65   | 47   | 50   | 50   | 47   | 60   | 56   |
| Quellen: Cassini und INSEE |      |      |      |      |      |      |      |      |